# 圣米歇尔昂格雷沃
圣米歇尔昂格雷沃（法語：Saint-Michel-en-Grève，法語發音：[sɛ̃ miʃɛl ɑ̃ ɡʁɛv]，意为“沙滩上的圣米歇尔”）是法国阿摩尔滨海省的一个市镇，位于该省西北部，属于拉尼永区。

## 地理
圣米歇尔昂格雷沃（48°41'0"N, 3°33'50"W）面积4.69 平方千米，位于法国布列塔尼大區阿摩尔滨海省，该省份为法国西北部沿海省份，位于布列塔尼半岛北部，北濒大西洋英吉利海峡，西接菲尼斯泰尔省，南至莫尔比昂省，东临伊勒-维莱讷省。
与圣米歇尔昂格雷沃接壤的市镇（或旧市镇、城区）包括：普卢米约、普卢泽朗布尔、特雷德雷兹-洛凯莫、特雷迪代尔。

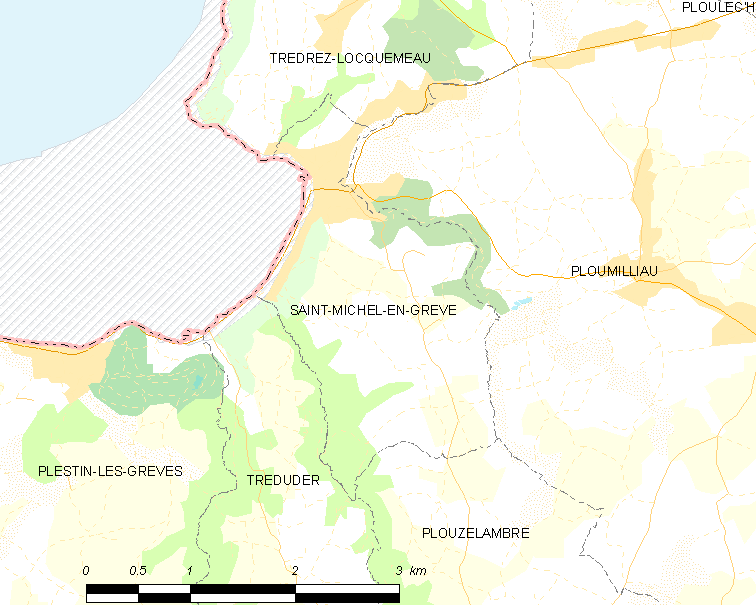
圣米歇尔昂格雷沃的OSM定位图

圣米歇尔昂格雷沃的时区为UTC+01:00、UTC+02:00（夏令时）。

## 行政
圣米歇尔昂格雷沃的邮政编码为22300，INSEE市镇编码为22319。

## 政治
圣米歇尔昂格雷沃所属的省级选区为普莱斯坦莱格雷沃县。

## 人口

1962-2008年间圣米歇尔昂格雷沃人口变化图示

圣米歇尔昂格雷沃于2022年1月1日时的人口数量为447人。